# Dong Zhaozhi
Dong Zhaozhi   (Canton, 16 de novembre de 1973) és un tirador d'esgrima xinès, ja retirat, especialista en floret, guanyador de dues medalles olímpiques.
El 1996 va prendre part en els Jocs Olímpics d'Estiu d'Atlanta, on disputà dues proves del programa d'esgrima. Fou novè en la prova del floret per equips i trenta-vuitè en la del floret individual . Quatre anys més tard, als Jocs de Sydney, disputà dues proves del programa d'esgrima. Guanyà la medalla de plata en la prova del floret per equips, mentre en la de floret individual fou dinovè. El 2004, a Atenes, disputà els seus tercers, i darrers, Jocs Olímpics, on revalidà la medalla de plata en la prova del floret per equips.
En el seu palmarès també destaquen dues medalles en el Campionat del món d'esgrima, de plata el 1999 i de bronze el 1994, així com una medalla de plata en el Campionat d'Àsia d'esgrima de 1995 i quatre medalles, dues d'or, una de plata i una de bronze, en els Jocs Asiàtics de 1994 i 1998.